# Duoden

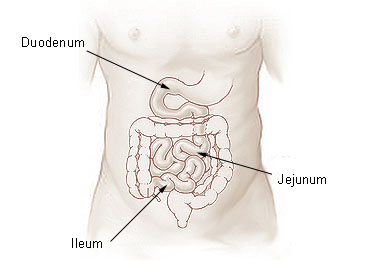
părțile intestinului subțire

Duodenul (latină duodenum (digitorum) - având măsura de 12 degete) reprezintă segmentul inițial al intestinului subțire. Acesta leagă stomacul de jejun. Este fixat la peretele posterior al abdomenului prin intermediul peritoneului. Duodenul este legat cu vezica biliară și pancreasul.

## Funcții
- Neutralizarea  acidității alimentelor digerate în stomac (datorită prezenței de HCl) ce trec în intestin, aducând pH-ul lor la valori bazice (de obicei un pH de 8-9);
- Începerea procesului de digestie a hranei;

## Structură
Duodenul are forma literei C, formă de potcoavă, de litera U sau litera V.
Din punct de vedere structural, duodenul este alcatuit din trei tunici: 
- tunica mucoasă dispusă la interior alcătuită din epiteliu unistratificat columnar.
- tunica submucoasă alcătuită din țesut conjunctiv lax bogat vascularizat.
- tunica musculară dispusă în două straturi de mușchi netezi: la interior mușchi circulari, la exterior mușchi longitudinali